# Freddie Bell and the Bellboys
Freddie Bell and the Bellboys waren eine 1952 in Philadelphia gegründete US-amerikanische Band, die zu Beginn der 1950er Jahre maßgeblich an der Entwicklung des Rock ’n’ Roll beteiligt war. Ihre bekanntesten Aufnahme ist der Titel Giddy Up a Ding Dong.

## Geschichte
Die von Freddie Bell gegründete Band gilt als eine der ersten weißen Musikergruppen die Rhythm and Blues spielten.
1955 nahmen die Bellboys für Teen Records eine textlich entschärfte Version des Leiber/Stoller Titel Hound Dog auf. Als die Bellboys Lied bei einer Show im Sands in Las Vegas vorführten, war der zufällig anwesende Elvis Presley so beeindruckt, dass er beschloss, das Lied in dieser Version selbst aufzunehmen.
1956 bekam die Band einen Vertrag bei Mercury Records, hatte neben Bill Haley und The Platters einen Auftritt in dem Musikfilm Außer Rand und Band (Rock Around the Clock) sowie in dem Kriminalfilm Rumble on the Docks.
1957 tourte die Gruppe, mit Bill Haley und Tommy Steele durch das Vereinigte Königreich. Ab den 1960er Jahren konzentrierten sich die Bellboys auf Clubauftritten in Las Vegas, Reno und New York City mit längerfristigen Verträgen. Gegen 1965 trennte sich die Gruppe schließlich. Bell trat weiterhin bei Rock-’n’-Roll-Revival-Konzerten und Festivals in Europa auf. In den 1990er Jahren hatte Bell seine The Freddie Bell Show in Las Vegas als Solokünstler.

## Diskografie

### Singles und EPs
- 1955: Old Town Hall / 5-10-15 Hours
- 1955: Hound Dog / Move Me Baby
- 1955: Teach You to Rock / Take the First Train Out of Town
- 1955: Big Bad Wolf / Hound Dog
- 1955: Hound Dog / Stay Loose, Mother Goose
- 1956: Giddy Up a Ding Dong / Hound Dog
- 1956: Rompin and Stompin / Hucklebuck
- 1956: Ding Dong / I said it and I'm Glad
- 1956: Vol. 1 (EP)
- 1956: Vol. 2 (EP)
- 1957: Voo Doo / Teach You To Rock
- 1957: Rockin' is My Business / You're gonna be Sorry

### Alben
- 1957: Rock & Roll...All Flavors
- 1964: The Bells are Swinging (mit Roberta Linn)

## Filmografie
- 1956: Außer Rand und Band (Rock Around the Clock)
- 1956: Rumble on the Docks
- 1964: Get Yourself a College Girl